# Fantôme féminin
Fantôme féminin est le titre d'une estampe ukiyo-e réalisée en 1852 par le célèbre peintre japonais Utagawa Kunisada, aussi connu sous le nom Toyokuni III. Fantôme féminin illustre la vogue pour le surnaturel et la superstition dans les arts littéraires et visuels du Japon au XIXe siècle. L'estampe fait partie de la collection permanente de la galerie d'art du Japon du Musée royal de l'Ontario au Canada.

## Yūrei-zu
Ce tableau appartient à un genre de la peinture japonaise et de l'ukiyo-e appelé yūrei-zu (幽霊図), « images de fantôme », qui atteint le sommet de sa popularité au milieu du XIXe siècle. D'un point de vue littéraire, « léger » (幽- yū)/« esprit » (霊- rei) -  yūrei - est un des nombreux mots japonais utilisés pour désigner les esprits. Parmi les autres mots figurent obake (お化け), yōkai (妖怪), bōrei (亡霊), shiryō/ shirei (死霊), yūki (幽鬼), yōma (妖魔), yūkai (幽怪), rei (霊), bakemono (化け物), konpaku (魂魄), henge (変化), onryō (怨霊) et yūreijinkō (幽霊人口).
Il existe au Japon une longue tradition de croyance au surnaturel issue d'influences diverses, y compris les sources importées telles que le bouddhisme, le taoïsme et le folklore chinois. Cependant, l'influence la plus notable est le shintoïsme, religion animiste autochtone qui suppose que le monde physique est habité par huit millions d'êtres spirituels omniprésents. 

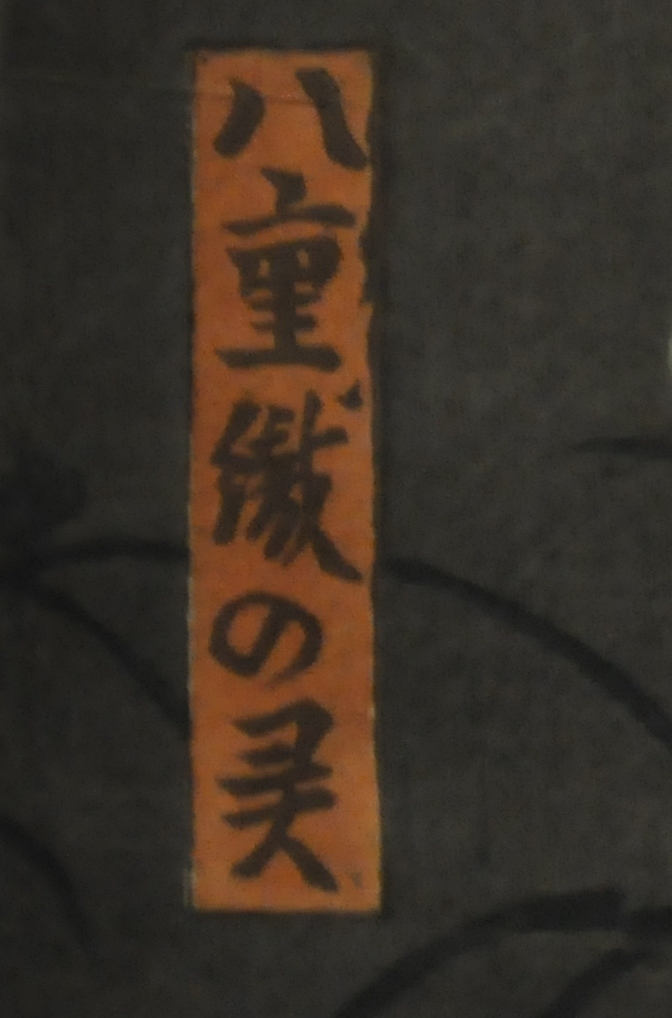
Cartouche de titre du Fantôme féminin de Kunisada

Les yūrei-zu comme celui-ci représentent l'amalgame de deux tendances qui prévalent au XIXe siècle dans les arts littéraires et visuels japonais : les représentations de la forme féminine et les représentations de thèmes macabres ou surnaturels. Pendant cette période, les fantômes - en particulier de femmes - sont souvent présents dans les contes populaires ainsi qu'au théâtre. Les esprits vengeurs de retour pour punir leurs tourmenteurs sont des éléments de base des pièces du répertoire kabuki, bunraku et nô et rencontrent beaucoup de succès auprès du  public. Désireux de tirer parti de ce marché pour le macabre, les peintres et créateurs d'estampes commencent à créer des images de fantômes ainsi que des acteurs du kabuki dans des rôles de personnages fantômes.

## Yakusha-e
Entré jeune dans le studio d'Utagawa Toyokuni, Kunisada accède à une formation auprès des meilleurs maîtres de l'époque ainsi qu'à des liens utiles avec les éditeurs, les associations de poètes, les théâtres et les acteurs. Il commence à créer des yakusha-e (images d'acteurs) en 1808 et ce genre deviendra 
le pilier de sa renommée et de sa fortune. Il est si apprécié et prolifique dans ce domaine, qu'il gagne le surnom « Kunisada, le portraitiste des acteurs » (yakusha-e no Kunisada). Les réformes Tenpō de 1842, qui avaient interdit les représentations de geisha, d'oiran (courtisanes/prostituées) et d'acteurs kabuki, commencent à être progressivement abrogées à partir de la fin des années 1840, ce qui laisse Kunisada libre de retourner à son médium de prédilection.

## Utagawa Kunisada (Toyokuni III)
Né en 1786 dans le district Honjō d'Edo, Utagawa Kunisada (歌川国貞) est apprenti de Toyokuni I à qui il succède plus tard sous le nom Toyokuni III (三代歌川豊国),. Bien qu'il ait débuté comme illustrateur de livres en 1807 avec des illustrations pour la série de belles femmes « Douze Heures de Courtisanes » (Keisei jūnitoki), sa production prend vraiment son envol à partir de 1809. Il fonde son propre studio au début des années 1810 et la demande pour ses illustrations dépasse rapidement celle de son maître. Non seulement est-il respecté pour son talent artistique, il est aussi admiré pour son « attitude conviviale et équilibrée » et [le fait qu'] « il livre ses commandes en temps et en heure ».
Il est dit de Kunisada  que « sans aucun doute... il était l'artiste d'estampes le plus prolifique et couronné de succès de tous les temps ». Jusqu'à sa mort en 1865, il est incroyablement prodigieux et crée entre 35 et 40 mille dessins pour des estampes ukiyo-e uniques. Il produit des images de différents genres, dont les kabuki-e (images d'acteurs kabuki), bijin-ga (images de belles femmes), yūrei-zu (images de fantômes), sumō-e (images de lutteurs sumo), shun-ga (érotisme) et musha-e (gravures de guerriers).

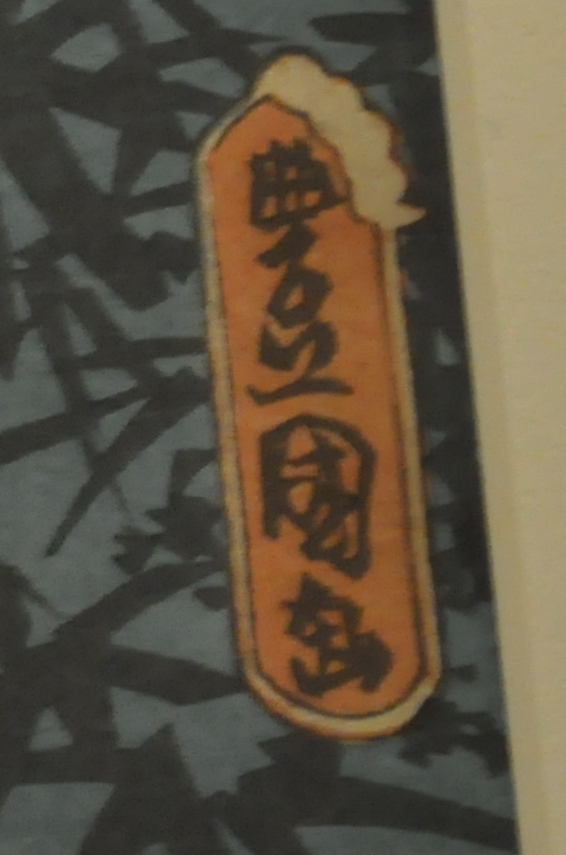
Signature de Kunisada pour l'estampe Fantôme féminin

Selon les critiques modernes, Kunisada était un « créateur de tendances... en phase avec les goûts de la société urbaine ». Il est crédité de l'introduction dans le genre ukiyo-e d'un sens du réalisme, en particulier dans ses représentations de sujets féminins. En comparaison avec les femmes idéalisées en gravures par Utamaro, ses femmes ont des membres plus courts avec un physique plus court et arrondi. Elles sont souvent représentées avec « le dos et les genoux légèrement pliés, leur donnant une apparence trapue et recroquevillée ». Comme l'esprit féminin dans cette impression, elles ont généralement de plus longs visages avec de fortes mâchoires donnant une impression de « plus grande possession de soi, si ce n'est d'agressivité pure et simple ».
L'estampe date de 1852 et a donc été réalisée alors que Kunisada avait 66 ans, avant que son travail ne décline dans ce qui a été décrit comme une utilisation « voyante et ostentatoire » de la couleur. Les critiques ont tendance à convenir que les œuvres tardives de Kunisada ont souffert en qualité « en raison de la surproduction et de l'abaissement des exigences artistiques ».

## Fantôme féminin

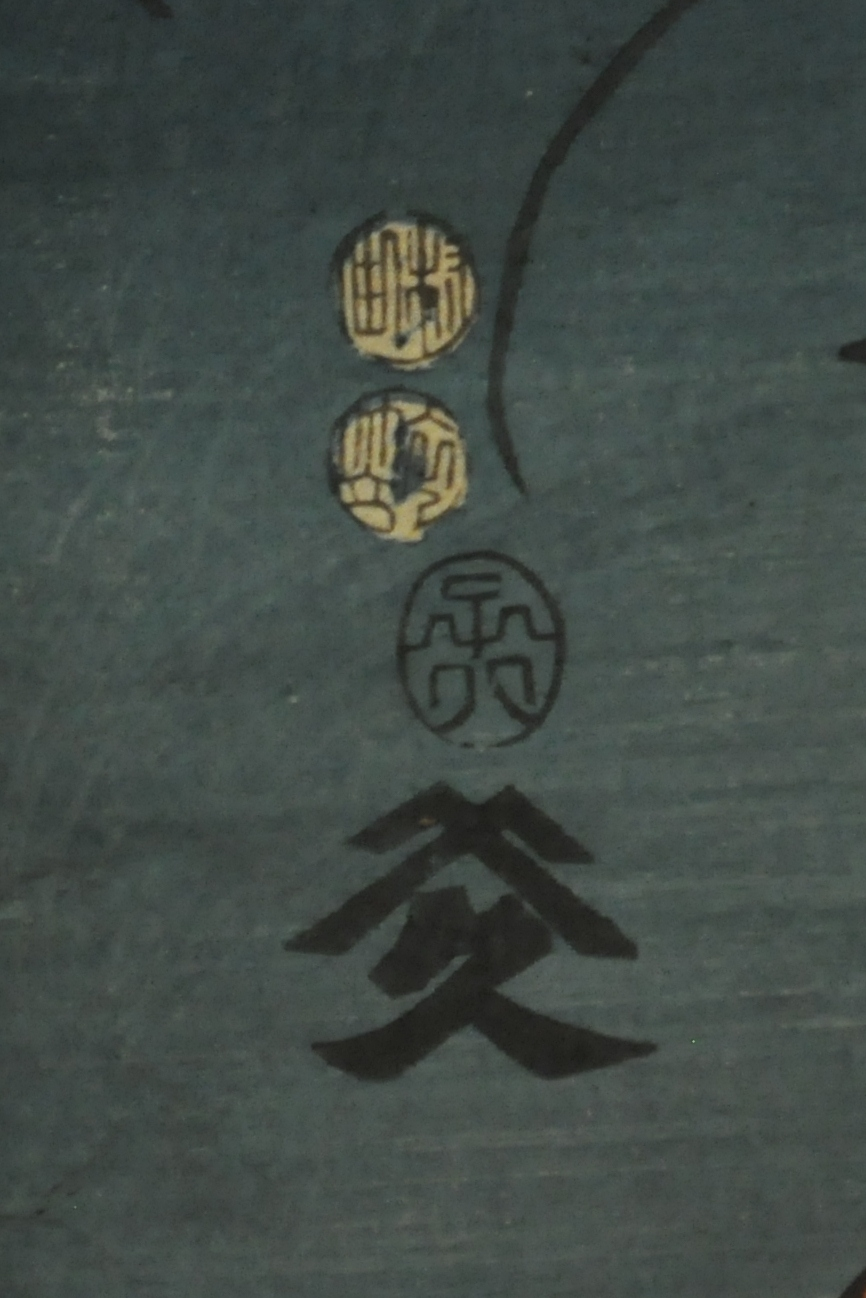
Nanushi, date et sceaux de l'éditeur du Fantôme féminin de Kunisada

Le sujet de cette impression correspond à la représentation typique des fantômes féminins dans l'art d'Edo : « une forme fragile avec de longs cheveux qui coulent... vêtue de vêtements pâles ou blancs, le corps en dessous de la taille effilé dans le néant ». La zone centrale est dominée par la figure d'un esprit féminin avec de très longs cheveux noirs sauvagement fluides, couronné par un décor bleu et blanc pâle. Contrairement à beaucoup d'autres yūrei-zu, le fantôme dans cette estampe n'est ni défiguré ni particulièrement macabre. Elle porte un long kimono bleu pâle, avec les longues manches (furisode - 振袖) communes aux kimono des femmes célibataires et des fantômes féminins. Sous deux robes intérieures, l'une d'un rouge plein et l'autre ornée d'un dessin géométrique bleu et blanc pâle. Son kimono est fixé avec un grand obi bleu foncé attaché d'un nœud échevelé à l'avant. Son kimono est fermé côté gauche sur côté droit comme il serait porté par une femme vivante.
Le fantôme flotte, sans pieds et les bras pliés aux coudes comme il est habituel pour les images de fantômes de cette période, au-dessus de flammes dans un terrain gazonné. Sa tête est encadrée par des branches de pin. Elle regarde vers la droite, son regard suivant son bras droit tendu. La paume de sa main droite est couverte d'un drap bleu sur lequel repose un rouleau kakemono ou makimono. Dans sa main gauche, elle tient un chiffon rouge — peut-être un furoshiki — ligoté comme un paquet plat et rond. Dépassant de son épaule droite apparaît l'empennage brun d'une flèche unique.
L'impression date de 1852, année la plus productive de la carrière de Kunisada durant laquelle il a produit presque un millier de compositions. L'image représente une scène extraite d'une pièce kabuki intitulée Otogi banashi Hakata no imaori (御伽譚博多新織), représentée au théâtre Nakamura-za d'Edo en 1852. l'image tient son titre original du personnage représenté : Yaeki hime no rei (八重機姫の霊) - le fantôme de la princesse Yaeki). Bien qu'il ne soit pas nommé dans l'impression, le personnage est interprété par l'acteur Onoe Baikō (尾上梅幸),.
Bien qu'exposée à part dans le musée royal, l'impression est en fait l'image du centre d'un triptyque qui capture les différents personnages de la pièce. L'image à gauche — vers laquelle son bras droit tendu semble s'étendre — est celle d'Akamatsu Shigetamaru (赤松重太丸) tel qu'interprété par l'acteur Ichikawa Kodanji (市川小団次). À la droite du triptyque se trouve un autre personnage de la pièce nommé Shichi[?]shirō (七?四郎). L'image appartient à une série de plus de vingt illustrations représentant des scènes de la pièce dont une du personnage appelé Yaeki hime no rei.

## Détails de l'estampe
- Taille : ōban.
- Format : tate-e.
- Titre : Yaeki hime no rei (八重機姫の霊); intitulé Fantôme féminin par le musée.
- Sujet : Yaeki hime no rei (fantôme de la princesse Yaeki), personnage de la pièce kabuki Otogibanashi Hakata no imaori.
- Signature : Toyokuni ga (豊国画); dans un cartouche (toshidama-in) ovale rouge, coin inférieur droit.
- Éditeur : Yamamoto-ya Heikichi, Eikyūdō[23], marque bleu foncé hanmoto dans le coin inférieur gauche.
- Sceaux de censure : 2 sceaux nanushi lus de bas en haut, Murata (村田) & Kinugasa (衣笠) indiquant Murata Heiemon & Kinugasa Fusajiro[24].
- Date du sceau : rat 6, i.e. 6e mois de 1852[25], ovale dans le coin inférieur gauche, sous les sceaux de censure.
- Genre : Yūrei-zu, yakusha-e.
- Provenance : donné au musée par le linguiste et bibliothécaire Leonard Wertheimer (1914-1998).